# 伯特利教会
伯特利教会（英語：Bethel Mission, BeM）是一个1920年在上海成立的中国基督教新教团体。

## 歷史
1920年，最早留美回国的著名中国女医生石美玉(Mary Stone, 1873-1954)与美国女宣教士胡遵理(Jennie V. Hughes, 1874-1951)二人决定脱离信仰已经转变成为“现代派”的美以美会，从九江来到上海，在南市制造局路639号创立了伯特利教会和伯特利医院（今上海市第九人民医院），以后又陆续增设伯特利中学、伯特利神学院、伯特利孤儿院。还在上海法租界内八仙桥（今西藏南路淮海路口）设立了分堂。1930年代曾经每年组成全国巡回布道团，成员中著名的有宋尚节(John Sung)和计志文(Andrew Gih)，影响很大。
1934年，伯特利教会上海教堂有西教士3人，华传道5人，受餐信徒600人。
1930年，伯特利教会扩展到了上海以外，那一年他们接办了河北省大名县东村基督教福音会的教堂和附属事业，成立了大名伯特利教会。
1937年，淞沪会战爆发，伯特利神学院迁往香港九龙嘉林边道，医院迁往上海法租界内的白赛仲路（今复兴西路）。1942年，日军进占九龙后，神学院再迁往贵州毕节，战后迁回香港。而伯特利医院和中学在上海制造局路原址恢复，1951年朝鲜战争爆发后均被政府接管。1958年，在中国大陆“献堂献庙”的高潮中，上海伯特利教会被关闭，并入南市区基督教新教三自爱国教会“联合礼拜”。
1950年于香港的伯特利神学院再度开办伯特利中学（1995年迁到元朗），1963年成立香港伯特利教会（遵理堂）。
1973年，此教會於秀茂坪邨開辦伯特利第三小學，但因整體重建計劃而於1995年停辦。

## 外部連結
- 台北市基督教伯特利教會